# František Krištof Veselý
František Krištof Veselý, rodným jménem František Veselý (12. duben 1903 Skalica – 13. březen 1977 Bratislava), byl herec, zpěvák a režisér. Spolu s Gejzou Dusíkem a Pavlem Braxatorisem patří mezi spoluzakladatele slovenské operety. Byl i spoluzakladatelem divadla Nová scéna v Bratislavě.

## Životopis
Když byl František malý, odjel jeho otec za prací do Ameriky a už se odtud nevrátil. Podruhé se jeho matka vdala za továrníka Krištofa z Budapešti. S manželem odjeli do Budapešti. Protože nevlastní otec neměl o Krištofa zájem, byl vychováván rodiči jeho matky – což byli Kotekovi ve Skalici. Spolu s Janko Blahem (ten se později stal známým slovenským operním pěvcem-tenoristou) zpívali ve skalickém církevním sboru. Když bylo Františkovi sedmnáct let zemřel mu v Budapešti nevlastní bratr. V Budapešti jej jeho nevlastní otec adoptoval a František začal používat jméno František Krištof Veselý.
V Budapešti také začal jako sborista zpívat v Budapešťském operetním divadle. Zároveň se studiem na gymnáziu zde vystudoval v letech 1921–1923 státní hereckou. V roce 1930 začal vystupovat ve více městech – v Segedínu, Debrecínu, Rábě, Ceglédu, Miškovci a jiných. V Miškovci se seznámil se svojí manželkou Gizkou. Později získal místo v Královském divadle v Budapešti.
V roce 1931 podepsal smlouvu s Slovenským národním divadlem do jeho operetního souboru. Zde kromě zpívání také režíroval operety (1931 až 1933, 1936–1938, 1940–1946). Kromě vystoupení v maďarských nebo slovenských divadlech také hostoval i v českých divadlech. Svojí první filmovou roli ztvárnil v roce 1936 ve filmu Uličnice. Kromě hraní v tomto filmu také zpíval. Ve stejném roce nahrál i svojí první desku u firmy Ultraphon. V archivu Slovenského rozhlasu se nachází více než dvě stě padesát písní z jeho repertoáru.
V období Slovenského státu nazpíval i několik desek pro německé firmy Telefunken a Polydor. Po 2. světové válce byl zatčen a nějakou dobu setrval v pracovním táboře v Novákách.
Stal se spoluzakladatelem divadla Nová scéna v Bratislavě, které bylo otevřeno 30. listopadu 1946 premiérou Shakespearovy komedie Zkrocení zlé ženy v režii Drahoše Želenského. Vedl zde soubor hudební komedie. V divadle Nová scéna působil mezi lety 1946–1964. Napsal vlastní knihu vzpomínek s názvem S úsmevom a veselo, tato kniha doposud nebyla vydána.

## Divadelní a operetní postavy
výběr
- Veselá vdova – (opereta, autor Franz Lehár)
- Polská krev – (opereta, autor Oskar Nedbal)
- Netopýr – (opereta, autor Johann Strauss ml.)
- Jak je důležité míti Filipa, John – (divadelní hra, autor Oscar Wilde)
- 1939 Modrá ruža, Filip - (opereta, autor Gejza Dusík)
- 1940 Pod cudzou vlajkou, dr. Ján Holub – (opereta, autor Gejza Dusík)
- 1941 Turecký tabak, bankovní úředník Durant – (opereta, autor Gejza Dusík)
- 1943 Osudný valčík – (opereta, autor Gejza Dusík)

## Režie (výběr)
- Zvony ze San Diega – (opereta, autor Rudolf Trinner)
- Žebravý student – (opereta, autor Karl Millöcker)
- Zlatá rybka – (opereta, autor Gejza Dusík)
- Hrnčiarsky bál – (opereta, autor Gejza Dusík)
- Plná poľná lásky – (opereta, autoři Milan Ferko a Milan Novák)
- Zlatý dážď (sovětská opereta)
- Volný vítr (sovětská opereta)
- 1938 Keď rozkvitne máj (opereta, autor Gejza Dusík)

## Filmografie
- 1936 Uličnice, Bobík Dudlovský, zpěv
- 1936 Rozkošný příběh, dr. Jára Nerad, zpěv
- 1937 Falešná kočička, tenisový šampion Petr Chládek
- 1937 Děvčátko z venkova, Pavel Trojan
- 1938 Ducháček to zařídí, zpěv
- 1938 Svatební cesta, profesor Artur Čejka, zpěv
- 1938 Slečna matinka, Filip Muška, zpěv
- 1938 Pán a sluha, Ladislav Tůma
- 1938 Bílá vrána, Jindřich Shánel, zpěv
- 1939 Paní Kačka zasahuje, Ing. Barták
- 1939 Dědečkem proti své vůli, Božetěch Kokoška
- 1940 Adam a Eva, Ing. Adam Kavalír
- 1955 Štvorylka, Rumplay
- 1964 Charleyho teta (TV film), Brasset
- 1965 Oko za oko (TV film)
- 1966 Škandál v Melodias banke (TV film)
- 1966 Siedmy kontinent, vládní rada
- 1967 Pasca (TV film), Uvarov
- 1975 Vtipnejší vyhráva 1975: Lodenice G. Steinera Komárno (TV koncert) – účinkující: Oldo Hlaváček, Ivan Krajíček, Milan Neděla, Emília Vášáryová, Vladimír Menšík, Rudolf Stolař, Janko Blaho, František Krištof Veselý, Ljuba Hermanová, Helena Blehárová, Zbyšek Pantůček, Libor Pantůček, Milan Černohous.

## Diskografie
- 1978 Prečo sa máme rozísť – Opus
- 2005 Tatranský expres – FR centrum (skladby z 1938–1947)
- 2007 Ja viem všetko… – FR centrum

## Kompilace
- Dva v jednom – Prečo sa máme rozísť – F.K.Veselý , Piesne z pamätnika – Open Music – 2CD
- 1996 Antológia Slovenskej populárnej hudby 2 časť – Rodný môj kraj – Opus
- 2001 Antológia Slovenskej populárnej hudby 3 – Dedinka v údolí – Hudební fond
- 2003 Antológia Slovenskej populárnej hudby 4 – Cesta domov – Hudební fond
- 2005 Antológia Slovenskej populárnej hudby – Keď rytmus volá – Hudební fond
- 2007 Najkrajšie piesne – Gejza Dusík – Opus – 02. Dedinka v údolí
- 2007 Tá pieseň pôjde v šíri svet – Gejza Dusík – FR centrum